# Astara (Iran)
Astara (persană : آستارا, Āstarā) este un oraș din provincia Gilan, în Iran, situat la granița cu Azerbaidjan, la țărmul mării Caspice, pe rutele comerciale dintre Iran și Caucaz.